# Mixarcturus digitatus
Mixarcturus digitatus är en kräftdjursart som först beskrevs av Nordenstam 1933.  Mixarcturus digitatus ingår i släktet Mixarcturus och familjen Antarcturidae. Inga underarter finns listade i Catalogue of Life.